# مارسيلينو بلانكو
مارسيلينو بلانكو (بالإسبانية: Marcelino Blanco)‏ هو لاعب كرة قدم باراغواياني، ولد في 3 يناير 1966. شارك مع منتخب باراغواي لكرة القدم. أما مع النوادي، فقد لعب مع نادي غواراني.

## وصلات خارجية
- مارسيلينو بلانكو على موقع ناشيونال فوتبول تيمز (الإنجليزية)